# Megpoid
Megpoid (メグッポイド)
là một Vocaloid được Internet Co. Ltd tạo ra. Giọng hát của cô được lấy mẫu từ Megumi Nakajima. Tên đặc trưng của phần mềm được gọi là "GUMI".
GUMI là nickname của Megumi Nakajima từ thời thơ ấu. Tên phần mềm "Megpoid", được lấy từ tên người cung cấp giọng "Megumi". Nửa thứ hai, "poid" là viết tắt của "like Vocaloid," ngụ ý tên đầy đủ của sản phẩm này là "Megumi-like Vocaloid."

## Phát triển
Gumi đã được phát triển bởi Internet Co. Ltd. bằng phần mềm tổng hợp giọng nói Vocaloid 2 của Yamaha. Giọng hát của cô được lấy mẫu từ giọng của ca sĩ Megumi Nakajima tại một điều khiển sân và giai điệu.
Vào ngày 11 tháng 12 năm 2010, chủ tịch INTERNET Co. thông báo rằng Kamui Gakupo, Gumi, và Lily sẽ được phân phối ở đài Loan.

### Phần mềm bổ sung
Vào ngày 21 tháng 10 năm 2011, một phiên bản mới của phần mềm, được gọi là V3 Megpoid được phát hành chứa một gói bốn tông khác nhau của giọng Gumi cho Vocaloid 3: Adult, Power, Sweet, and Whisper. Đây là một trong 4 gói đầu tiên phát hành vào cùng một ngày cho các động cơ mới, những người khác là Mew, SeeU và VY1v3. Ban đầu đây sẽ là một bản mở rộng cho các phiên bản Vocaloid 2 của Gumi dưới cái tên "Megpoid Extend" và được dựa trên "Append" giọng hát của Crypton Future Media. Vào ngày 16 Tháng ba năm 2012, một bản cập nhật của Vocaloid 2 Megpoid được phát hành, được gọi là V3 Megpoid - bản địa. Vào ngày 28, 2013, một phiên bản mới của Gumi, gọi là '"Megpoid tiếng Anh" đã được phát hành cũng cho các động cơ Vocaloid 3.
Ngày 5 tháng 11 năm 2015, một bản cập nhật cho V3 Megpoid pakge, gọi là Megpoid V4, đã đợc phát hành cho các Vocaloid 4 engine cập nhật các giọng hát từ V3 Megpoid và V3 Megpoid - Native cùng với việc thêm phiên bản thay thế cho giọng hát bao gồm: MellowAdult, PowerFat, NaturalSweet, SoftWhisper, and NativeFat. Những giọng hát này được thiết kế để sử dụng cho Vocaloid 4 feature "Cross-Synthesis" mới. Vocaloid 4 Cross Synthesis cũng có thể sử dụng cho phiên bản Vocaloid 3 của phần mềm Megpoid, mặc dù đã được giới hạn chỉ làm việc với 5 Vocaloid và 3 giọng ca Nhật Bản. Noboru nói rằng English bank cho Vocaloid 4 sẽ được cập nhật sau một thời gian nhưng hiện tại chưa có lịch trình. Khi được hỏi những điều này có nghĩa là gì, Noboru trả lời "năm nay hoặc năm sau" (2016/2017). Trong việc tạo ra hơn 1 giọng hát, ông cho rằng việc này có thể là quá khó khăn.
Giọng hát cũng được sử dụng trên Vocaloid Keyboard prototype.
Ngoài ra, một sản phẩm Vocaloid không liên quan gọi là "Megpoid Talk" đã được phát triển cho phép sử dụng giọng Megpoid 
"Native" và "English" cũng đã được phát hành cho Mobile Vocaloid Editor.
Cô cũng đã có một giọng "Falsetto". Do những lỗi về cân bằng giọng hát với giọng bình thường, nó đã bị bỏ và "Kokone" đã được phát triển để thay thế với khả năng Falsetto.
Vol.3 của VOCALOID-P data series cũng đã được dành riêng cho phần mềm Megpoid V3.

## Tiếp nhận
GUMI bước đầu rất khó khăn để vượt sự nổi tiếng của các nhân vật Vocaloid từ Crypton Future Media và được đánh giá là "không có gì nổi bật" trong lần phát hành đầu tiên. Tuy nhiên, cô trở nên nổi tiếng nhanh hơn người tiền nhiệm của mình, Kamui Gakupo.
Đến năm 2010, sự nổi tiếng của Gumi đã sánh ngang với những Vocaloid của Crypton Future Media, vượt doanh số của người tiền nhiệm Camui Gackpo, và trở thành Vocaloid không của Cryton nổi tiếng nhất. Năm 2011, cô đã dần được sử dụng rất nhiều và trong một số tuần cô còn có nhiều bài hát trong bảng xếp hạng 100 bài so với một số Vocaloid của Crypton Future Media. Tháng 2 năm 2015, trong một cuộc thăm dò sự phổ biến trên Niconico, cô đã trở thành Vocaloid phổ biến thứ hai sau Hatsune Miku.
Gumi đã có hơn 300 bài hát được biết đến và một bài hát mang tên "モザイクロール (Mozaik Role) (Mozaik Role)
", by DECO*27, được coi là một trong những bài hát nổi tiếng nhất của cô với gần 7,000,000 lượt xem trên Nico Nico Douga.

## Đặc điểm nhân vật
Về tuổi của GUMI, trong việc mở rộng sự phát triển, Noboru đã có một lần nói rằng độ tuổi thích hợp cho GUMI là khoảng thiếu niên. Tuy nhiên, không có tuổi chính thức cho GUMI trong các thiết kế khác nhau. Khi viết về sự mở rộng, ngươi ta đã  ghi rằng giọng nói có thể được coi là "mở rộng" của khái niệm cho tuổi GUMI.
| Tên                   | Megpoid (phần mềm) Gumi (mascot) |
| Phát hành             | 26 tháng 6                       |
| Suggested Tempo       | 60-175bpm                        |
| Suggested Vocal Range | F2-A4                            |

## Tiếp thị

### Manga/Anime
Gumi đã được xuất hiện trong nhiều loạt manga. tạp chí Vocaloid Comic@loid đã phát hành một số sách, và một số vẫn chưa được phát hành. Những tựa sách đã phát hành bao gồm Mozaik Role, Kiritorisen, Shiryoku Kensa, Setsuna Trip, Ringo Uri no Utakata Shoujo, và Yowamushi Montblanc.
Một manga khác là "GUMI from Vocaloid", đã được xuất bản từ 2013 đến 2014. Manga đặc biệt này không dựa trên một bài hát cụ thể, mà là chuyến phiêu lưu của GUMI như một VOCALOID.
Một manga khác xuất hiện vào năm 2014, với nhân vật chính là Gumi. Câu chuyệbb giả tưởng về cuộc đời của"Gumi", Một cô gái trở thành một Android và ra mắt như một thần tượng.  Câu chuyện tập trung vào một nhóm bí ẩn được gọi là Interface sound Orchestra (インタネ団) (インタネ団)
. Những Vocaloid khác như Camui Gackpo, Lily và Cul, cũng xuất hiện trong manga này. Tên của bộ manga là MeguMegu☆Singer Song Fighter (メグメグ☆シンガーソングファイター) (メグメグ☆シンガーソングファイター)
.
Gumi là nhân vậy chính trong một anime tên Koi Suru Dessan Ningyō, được đặt tên theo một bài hát của sasakure. UK mà câu chuyện dựa trên.  Masanori Okamoto chịu trách nhiệm cho nhiều khía cạnh của dự án này bao gồm kịch bản và quay phim. Nếu phim ngắn này thành công sẽ có một bộ phim theo sau nó.

### Video Game
Gumi đóng vai chình trong game của cô Megpoid the Music♯ (グッポイド ザ ミュージック シャープ) (グッポイド ザ ミュージック シャープ)
. Đây là một trò chơi nhịp điệu được tạo ra bởi ParaPhray  (パラフレ) (パラフレ)
cho PlayStation Portable. Cả hai phiên bản tiêu chuẩn và giới hạn đều được phát hành ngày 28 tháng 3 năm 2013.
Cô cũng là khách mời trong Hatsune Miku and Future Stars: Project Mirai.

### Các cuộc thi
Tháng năm 2012, một cuộc thi hát đã được công bố cho GUMI, được tổ chức bởi CreoFUGA. Nhà sản xuất tham gia cuộc thi có thể sử dụng bất kỳ GUMI voicebank VOCALOID2 hoặc VOCALOID3 .
Một cuộc thi được tổ chức bởi VocaloTracks trong năm 2013 để tạo ra một bài hát gốc sử dụng bất kỳ voicebank Gumi. Họ đã có thể bán những bài hát của họ dưới một "nhãn chuyên nghiệp".
Một cuộc thi hát đã được tiến hành cùng với việc phát hành giọng hát tiếng Anh của cô.